# Eupempelus spinithorax
Eupempelus spinithorax là một loài bọ cánh cứng trong họ Cerambycidae.